# Michael Endres
Michael Endres, né à Sonthofen (Bavière) en 1961, est un pianiste allemand/Nouvelle-Zélande.

## Biographie
Michael Endres naît en 1961, à Sonthofen dans la région des Alpes bavaroises. Il étudie avec Klaus Schilde et Karl Hermann Mrongovius à Munich, puis avec Jacob Lateiner à la Juilliard School à New York, où il reçoit son diplôme de master – et, plus tard avec Peter Feuchtwanger à Londres.
Il est professeur de piano de 1993 à 2004, à la Hochschule für Musik de Cologne et jusqu'en 2009, à la Hochschule Hanns Eisler de Berlin, de l'automne 2009 à février 2014, il enseigne à l'Université de Canterbury à Christchurch en Nouvelle-Zélande  et à partir de mars 2014 à l'Institut de musique Barratt Due d'Oslo, en Norvège.
Pendant de nombreuses années, Michael Endres a été le pianiste accompagnateur du baryton Hermann Prey.

## Répertoire
Spécialisé dans le répertoire classique de Mozart, Schubert, Schumann et Ravel, il dispose néanmoins d'un large répertoire, notamment des compositeurs quelque peu négligés tels, Carl Maria von Weber, Leopold Godowsky, Gabriel Fauré, Arnold Bax et Eduard Tubin. Ses enregistrements comprennent l'intégrale des sonates de Franz Schubert, Wolfgang Amadeus Mozart, Carl Maria von Weber et Arnold Bax ; l'intégrale des œuvres pour piano de Maurice Ravel et de George Gershwin ainsi qu'un enregistrement complet des quatre cents danses de Franz Schubert et disques d'œuvres de Robert Schumann. Ses enregistrements ont reçu de nombreux prix dont celui du « Choc » du Monde de la musique et des « Diapason d'Or », et il a participé à de nombreux grands festivals et concerts dans le monde entier, tels que le Festival de Salzbourg, au Wigmore Hall de Londres, le Festival de Newport, Wiener Musikverein et au Suntory Hall, à Tokyo.

## Style
Son jeu est souvent décrit, d'après ses enregistrements, comme subtil, élégant et raffiné. Il n'y exprime pas les éléments musicaux dramatiques à l'extrême, ce qui est plus que compensé par les connaissances qu'il apporte et la remarquable clarté de ses lectures et son jeu[réf. nécessaire]. Sur la scène du concert, il en découle souvent une approche plus risquée. Richard Dyer du Boston Globe, le décrit comme suit lors de ses débuts au festival de Newport[réf. souhaitée] :
« Endres has made an admirable series of records for Capriccio and Oehms Classics -- Mozart, Ravel, Weber, Schumann, and the finest recent account of the complete Schubert sonatas -- but the CDs don't begin to do him justice. They are poised, thoughtful, and expressive, but there is no hint of the wild-man risk-taking that marked his Newport recital. Endres took big chances, communicated how thrilling every dimension of the music was to him, and succeeded triumphantly against the odds. »
« Endres a fait une admirable série de disques pour Capriccio et Oehms Classics – Mozart, Ravel, Weber, Schumann ainsi que le plus bel enregistrement récent de l'intégrale des sonates de Schubert — mais ceux-ci ne parviennent pas à lui rendre ne fut-ce qu'un début de justice. Ils donnent à entendre un jeu persuasif, réfléchi et expressif, mais ne laissent pas soupçonner sa nature sauvage ne reculant pas devant d'importantes prises de risques, comme lors de son récital à Newport, au cours duquel il a su transmettre au public à quel point chaque dimension de la musique était palpitante pour lui et a remporté un succès triomphal malgré les embûches. »

## Discographie
- Schubert, Œuvres pour piano : danses, écossaises, valses, ländler, menuets, galops (2002, Capricco)
- Bax, Sonates pour piano (2005, Oehms Classics)
- Mozart, Intégrale des sonates pour piano (5 CD, Arte Nova)
- Gabriel Fauré, 13 Barcarolles (2018, Oehms Classics)